# Municipio de Solon (condado de Kent)
El municipio de Solon (en inglés: Solon Township) es un municipio ubicado en el condado de Kent en el estado estadounidense de Míchigan. En el año 2010 tenía una población de 5974 habitantes y una densidad poblacional de 63,58 personas por km².

## Geografía
El municipio de Solon se encuentra ubicado en las coordenadas 43°15′20″N 85°37′16″O / 43.25556, -85.62111. Según la Oficina del Censo de los Estados Unidos, el municipio tiene una superficie total de 93.95 km², de la cual 89,92 km² corresponden a tierra firme y (4,29 %) 4,04 km² es agua.

## Demografía
Según el censo de 2010, había 5974 personas residiendo en el municipio de Solon. La densidad de población era de 63,58 hab./km². De los 5974 habitantes, el municipio de Solon estaba compuesto por el 95,78 % blancos, el 0,44 % eran afroamericanos, el 0,44 % eran amerindios, el 0,59 % eran asiáticos, el 1,09 % eran de otras razas y el 1,67 % eran de una mezcla de razas. Del total de la población el 2,66 % eran hispanos o latinos de cualquier raza.